# Виргинская американская куропатка
Виргинская американская куропатка (лат. Colinus virginianu) — вид птиц семейства зубчатоклювых куропаток. Выделяют 20 подвидов. Распространены в Северной Америке.

## Описание
Виргинская американская куропатка характеризуется длиной 24—27 см, размахом крыльев 36—41 см, весом от 140 до 200 г. Оперение птицы коричневого цвета с крапинами, нижняя сторона светлая.
Самцы отличаются от самок цветом надбровных дуг и пятен на горле: у самцов они белые, а у самок бежевого цвета.

## Распространение

Группа виргинских американских куропаток, подвергнувшаяся нападению хищной птицы (иллюстрация Дж. Дж. Одюбона)

Виргинская американская куропатка распространена от южной Канады до Мексиканского залива между побережьем Атлантики и Скалистыми горами.
Она живет на густо поросших кустарником лугах и в светлых лесах.

## Образ жизни
Виргинская американская куропатка живёт вне периода гнездования в группах от 5 до 30 животных. Ночью они лежат по кругу в низине на земле, головами наружу, чтобы согреться и быстро распознать хищников. При опасности они разлетаются во все стороны.
Питаются куропатки всевозможными семенами.

## Размножение

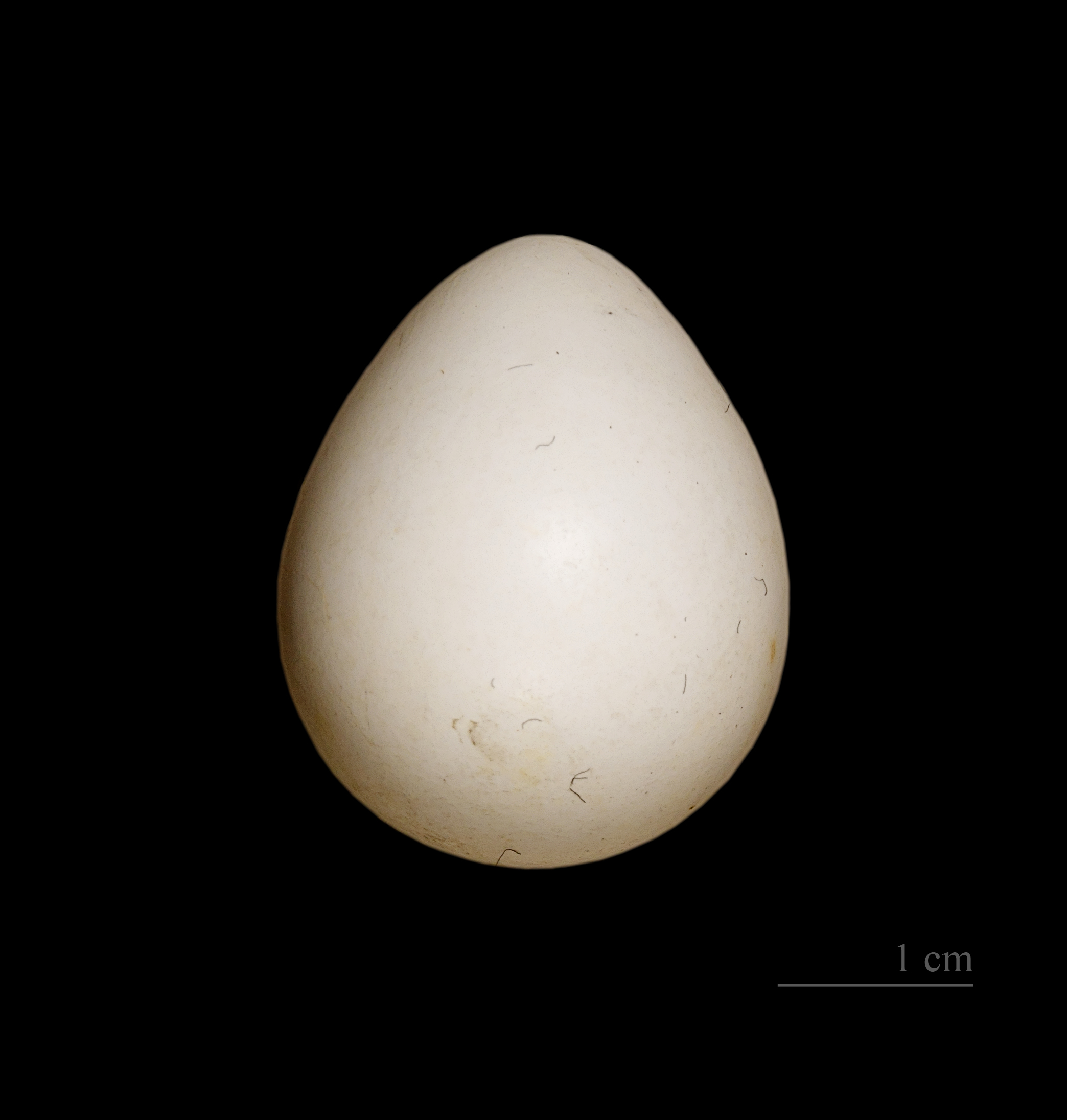
Яйцо

В апреле группы снова распадаются. Самец сооружает территорию токования и громко и звучно призывает с возвышенного места самок. Самец широко расставляет перед приближающимися самками крылья и совершает постоянные поклоны.
Самка дважды в год откладывает от 14 до 16 белых яиц размером 30 мм × 24 мм. Примерно через 23 дня появляются птенцы, которые уже через несколько дней могут летать.
Через две недели молодые птицы становятся самостоятельными, а через восемь недель они уже становятся взрослыми птицами. Большинство выводка погибает ещё на первом году жизни.

## Разведение в неволе
Вид разводят в большом количестве в неволе не только в Америке, но и в Европе (например, в Англии). В данном отношении виргинские американские куропатки сходны с европейскими куропатками.

## Генетика
Молекулярная генетика
- Депонированные нуклеотидные последовательности в базе данных EntrezNucleotide, GenBank, NCBI, США: 2067 (по состоянию на 29 июля 2015).
- Депонированные последовательности белков в базе данных EntrezProtein, GenBank, NCBI, США: 75 (по состоянию на 29 июля 2015).

Виргинская американская куропатка является генетически наиболее изученным представителями семейства зубчатоклювых куропаток, и ей принадлежит бо́льшая часть депонированных нуклеотидных последовательностей.
Геномика
В 2014 году было осуществлено геномное секвенирование вида.